# Juan Pablo Sorín
Juan Pablo Sorín, född 5 maj 1976 i Buenos Aires, Argentina, är en argentinsk före detta professionell fotbollsspelare som 1995–2006 spelade 76 matcher och gjorde 12 mål för det argentinska landslaget. Sorín deltog i VM 2002 och VM 2006 och var lagkapten i det sistnämnda. I klubblagssammanhang representerade Sorín bland annat Juventus FC, FC Barcelona, Paris Saint-Germain FC, Hamburger SV och Villareal CF. Han avslutade spelarkarriären i Cruzeiro 2009.